# Campeonato Sul-Americano de Atletismo Júnior de 1985
O Campeonato Sul-Americano de Atletismo Júnior de 1985 foi a 17ª edição da competição de atletismo organizada pela CONSUDATLE para atletas com menos de vinte anos, classificados como júnior ou sub-20. O evento foi realizado em Santa Fé, na Argentina, entre 21 e 24 de novembro de 1985. Contou com cerca de 206 atletas de seis nacionalidades distribuídos em 37 eventos.

## Medalhistas
Esses foram os resultados do campeonato.

### Feminino
| Evento                 | Ouro                      | Ouro    | Prata                     | Prata   | Bronze                      | Bronze  |
| ---------------------- | ------------------------- | ------- | ------------------------- | ------- | --------------------------- | ------- |
| 100 metros             | Rita Gomes (BRA)          | 12.05   | Aline de Figueirêdo (BRA) | 12.10   | Isabel Oliva (CHI)          | 12.39   |
| 200 metros             | Rita Gomes (BRA)          | 24.77   | Claudia Acerenza (URU)    | 24.78   | Soledad Acerenza (URU)      | 25.30   |
| 400 metros             | María Elena Croatto (ARG) | 54.80   | María Mosegui (URU)       | 54.81   | Ismenia Guzmán (CHI)        | 55.60   |
| 800 metros             | Ana Nascimento (BRA)      | 2:10.35 | Marilene Dantas (BRA)     | 2:10.47 | Gina Toledo (CHI)           | 2:12.86 |
| 1 500 metros           | Rita de Jesus (BRA)       | 4:35.3  | Célia dos Santos (BRA)    | 4:36.1  | María Victoria Biondi (ARG) | 4:36.3  |
| 3 000 metros           | Jorilda Sabino (BRA)      | 9:38.21 | Célia dos Santos (BRA)    | 9:51.96 | María Victoria Biondi (ARG) | 9:54.66 |
| 100 metros barreiras   | Clarice Kuhn (BRA)        | 14.63   | Roberta Fernandes (BRA)   | 14.98   | Carmen Bezanilla (CHI)      | 15.02   |
| 200 metros barreiras   | Carmen Bezanilla (CHI)    | 28.42   | Roberta Fernandes (BRA)   | 28.67   | Clarice Kuhn (BRA)          | 29.14   |
| 4×100 metros estafetas | Uruguai                   | 47.72   | Chile                     | 48.29   | Argentina                   | 48.61   |
| 4×400 metros estafetas | Uruguai                   | 3:47.55 | Brasil                    | 3:49.20 | Argentina                   | 3:50.02 |
| Salto em altura        | Mônica Lunkmoss (BRA)     | 1.78    | Ana María Olivar (ARG)    | 1.75    | Leonor Carter (CHI)         | 1.66    |
| Salto em comprimento   | Silvia Murialdo (ARG)     | 5.83    | Rita Slompo (BRA)         | 5.58    | Isabel Oliva (CHI)          | 5.57    |
| Arremesso de peso      | Eliane de Campos (BRA)    | 13.98   | Diana Dutczyn (ARG)       | 12.58   | Claudia Brien (CHI)         | 12.51   |
| Lançamento de disco    | Claudia Larenas (CHI)     | 43.56   | Janine Barille (BRA)      | 41.90   | Elvira Ruiz (PER)           | 39.62   |
| Lançamento do dardo    | Mônica Rocha (BRA)        | 47.96   | Patricia Yacoffani (ARG)  | 40.42   | María Gamboa (ARG)          | 38.72   |
| Heptatlo               | Ana María Comaschi (ARG)  | 4769    | Claudia Brien (CHI)       | 4564    | Mônica Marques (BRA)        | 4522    |

## Quadro de medalhas (não oficial)
| Ordem | País      | Medalha de ouro | Medalha de prata | Medalha de bronze | Total |
| ----- | --------- | --------------- | ---------------- | ----------------- | ----- |
| 1     | Brasil    | 18              | 21               | 11                | 50    |
| 2     | Chile     | 9               | 4                | 12                | 25    |
| 3     | Argentina | 8               | 9                | 10                | 27    |
| 4     | Uruguai   | 2               | 2                | 1                 | 5     |
| 5     | Peru      | 0               | 1                | 3                 | 4     |

## Participantes (não oficial)
Uma contagem não oficial produziu o número de 206 atletas de seis nacionalidades: 
| - Argentina (55) - Brasil (47) - Chile (33) | - Paraguai (32) - Peru (13) |